# Žarometi 2018
III. podelitev medijskih nagrad žarometi – za leto 2018 − je potekala 11. junija 2019 v Cankarjevem domu. Televizijskega ali spletnega prenosa prireditve ni bilo.

## Nominiranci in zmagovalci
| Radijski voditelj leta 2018 | Radijska postaja leta 2018 |
| --- | --- |
| - Denis Avdić (Radio 1) - Klemen Bunderla (Radio Aktual, Radio Veseljak) - Andrej Karoli (Val 202) - Miha Šalehar (Val 202) - Blaž Švab (Radio Rogla) - Jerica Zupan (Radio Antena) | - Val 202 - Radio 1 - Radio Rogla - Radio Aktual - Radio Ognjišče - Radio Salomon |
| Pesem leta 2018 | Glasbeni izvajalec leta 2018 |
| - A.M.L.P. (Siddharta) - Toda jaz sem ti oprostil (Modrijani & Sergije Lugovski) - Boli me k (Dan D) - Hvala, ne! (Lea Sirk) - Ženska (Gaja Prestor) - Legenda (Challe Salle)       | - Siddharta - Dan D - Challe Salle - Modrijani - Jan Plestenjak - Lea Sirk |
| Razvedrilna TV-oddaja leta 2018 | Resničnostni šov leta 2018 |
| - Zvezde plešejo (POP TV) - Ta teden z Juretom Godlerjem (Planet TV) - Slovenski pozdrav (TVS) - Slovenija ima talent (POP TV) - Vikend paket (TVS) - Dan najlepših sanj (POP TV)   | - MasterChef Slovenija (POP TV) - Kmetija (POP TV) - The Biggest Loser Slovenija (Planet TV) - Ljubezen po domače (POP TV) - Bar (Planet TV) - Zvezde plešejo (POP TV)                                                 |
| Voditelj informativne TV-oddaje leta 2018 | Voditelj razvedrilne TV-oddaje leta 2018 |
| - Igor E. Bergant (Odmevi) - Rosvita Pesek (Odmevi) - Edi Pucer (24 ur) - Jasmina Jamnik (Dnevnik) - Slavko Bobovnik (Odmevi) - Jelena Aščić (Tednik)                               | - Jure Godler (Ta teden z Juretom Godlerjem) - Peter Poles (Zvezde plešejo, Dan najlepših sanj) - Blaž Švab (Slovenski pozdrav) - Jože Robežnik (Vikend paket) - Bernarda Žarn (Vikend paket) - Vesna Milek (Od blizu) |
| Igralec leta 2018 | Igralka leta 2018 |
| - Sebastian Cavazza - Matej Zemljič - Tadej Pišek - Voranc Boh - Boris Kerč - Janko Mandić                                                                                          | - Maruša Majer - Judita Zidar - Bernarda Oman - Lara Komar - Barbara Cerar - Katarina Čas |
| Film leta 2018 | Gledališka predstava sezone 2018/2019 |
| - Posledice - Gajin svet - Ne bom več luzerka - Cankar - Izbrisana - Prebujanja | - Ivanov (SNG Drama Ljubljana) - Čakalnica (SiTi Teater) - Tih vdih (Mestno gledališče ljubljansko) - Madagascar (Špas teater) - Baal (Slovensko mladinsko gledališče) - Menopavza (Špas teater)                       |
| Spletna zvezda leta 2018 | |
| - Borut Pahor - Cool Fotr - Ciril Komotar (Komotar minuta) - Živa Časar Sluga - Gaja Prestor - Anja Susič (Suska)                                                                   | |

Žaromet za življenjsko delo
- Edvin Fliser

Žaromet za družbenoodgovorni projekt
- Valerija in Ivo Čarman